# 穆基古达
穆基古达（Mukhiguda），是印度奥里萨邦Kalahandi县的一个城镇。总人口6859（2001年）。

## 人口
该地2001年总人口6859人，其中男性3737人，女性3122人；0—6岁人口878人，其中男458人，女420人；识字率74.22%，其中男性为82.71%，女性为64.06%。